# 음압
음압(영어: sound pressure, acoustic pressure)이란 음파가 매질속을 지날 때 매질의 각 질점에서 발생하는 압력의 변화량을 말한다. 음압은 공기중에서는 마이크로폰, 수중에서는 하이드로폰으로 측정할 수 있다. 단위는 파스칼(Pa) 등으로 표시한다.
음압 레벨은 음압과 기준 음압과의 비율을 로그 규모로 표현한 것을 말한다. 단위는 데시벨(dB)을 쓴다.

## 음압
음압 p는 매질의 압력에서 평균 압력 p0을 뺀 것이다.
{\displaystyle p=p_{\rm {total}}-p_{0}}

### 다른 물리량과의 관계
음향 강도 I는 음압과 입자 속도 v의 곱이다.
{\displaystyle {\vec {I}}=p{\vec {v}}}
음향 임피던스 Z는 음압과 체적 속도 U 사이의 비율이다.
{\displaystyle Z={\frac {p}{U}}}

## 음압 레벨
음압 레벨(sound pressure level) Lp은 음압과 기준 음압 pref과의 비율을 로그 규모로 표현한 것을 말하며, 이 때 음압은 실효값(root mean square)을 쓴다.
{\displaystyle L_{p}=10\log _{10}\left({\frac {{p_{\mathrm {rms} }}^{2}}{{p_{\mathrm {ref} }}^{2}}}\right)=20\log _{10}\left({\frac {p_{\mathrm {rms} }}{p_{\mathrm {ref} }}}\right)}
기준 음압은 공기 중의 음파일 경우 pref = 20 µPa를 쓰는데, 이는 1kHz에서의 최소 가청치를 기준으로 한 것이다. 수중에서는 20 µPa가 아닌 1 µPa를 기준 음압으로 사용한다. 1970년 미 해군의 수중소음 연구에서 1 µPa을 기준음압으로 채택하여 ANSI(1971)에서 규정하고 지금까지 국제적으로 사용되고 있다.(Urick,1967)
음압 레벨의 단위는 데시벨(dB)을 사용하며, 음압 레벨임을 밝혀주기 위해 dB (SPL) · dBSPL · dBSPL 등의 표기를, 특별히 기준 음압을 밝혀줄 때에는 dB re 20 µPa · dB (20 µPa) 등의 표기를 쓴다.

## 참고 문헌
- L. E. Kinsler, A. R. Frey, A. B. Coppens, and J. V. Sanders, Fundamentals of Acoustics, Fourth Edition (New York: John Wiley & Sons, Inc., 1999), ISBN 978-0471847892.

## 같이 보기
- 진폭
- 우퍼